# 威廉·冯·奥斯腾
威廉·冯·奥斯腾（1838年11月30日—1909年6月29日）是一位德国数学教师，伍珀塔尔大学教授，马匹聰明的漢斯的所有者和培训师。